# Pitkäjärvi (sjö i Kuhmois, Mellersta Finland)
Pitkäjärvi är en sjö i kommunen Kuhmois i landskapet Mellersta Finland i Finland. Sjön ligger 123,8 meter över havet. Arean är 2,14 kvadratkilometer och strandlinjen är 24,25 kilometer lång. Sjön  ingår i Kumo älvs huvudavrinningsområde.   Den ligger omkring 74 kilometer sydväst om Jyväskylä och omkring 170 kilometer norr om Helsingfors. 
I sjön finns öarna Korppussaari, Vähä Kissa, Kissasaari, Karhusaari, Lauttasaari och Paskosaari. 